# Panagiotis Zografos (Diplomat)
Panagiotis Zografos (griechisch Παναγιώτης Ζωγράφος, * 1954 in Athen) ist ein ehemaliger griechischer Diplomat.

## Werdegang
Panagiotis Zografos erhielt sein Abitur von der Deutschen Schule Athen. 1976 schloss er ein Studium der Rechtswissenschaft an der Universität Athen ab. 1977 trat er in den auswärtigen Dienst und wurde dem Außenministerium attachiert.
1979 wurde er Gesandtschaftssekretär dritter Klasse in Wien. 1981 wurde er Gesandtschaftssekretär dritter Klasse in Athen. 1981 wurde er Gesandtschaftssekretär zweiter Klasse und stellvertretender Leiter der Botschaft in Beirut. 1985 wurde er Gesandtschaftssekretär erster Klasse und Generalkonsul in Hannover. Von 1988 bis 1990 war er Gesandtschaftsrat zweiter Klasse und Geschäftsträger in Caracas. Von 1990 bis 1993 war er stellvertretender Leiter der Botschaft in Madrid, wo er 1991 zum Gesandtschaftsrat erster Klasse ernannt wurde. 1994 bis August 1998 wurde er in Athen beschäftigt, wo er 1997 zum Ministre plénipotentiaire zweiter Klasse ernannt wurde. Von August 1998 bis November 2001 war er Botschafter in Jerewan. Von November 2001 bis Mai 2005 folgte er Anastasios Mitsialis als Botschafter in Tel Aviv, wo er 2003 zum Ministre plénipotentiaire erster Klasse ernannt wurde. Von Mai 2005 bis Juli 2007 leitete er die Abteilung D2, welche mit der NATO und Europäische Verteidigungsgemeinschaft befasst ist. Von Juli 2007 bis 2011 war er Botschafter in Wien und war als ständiger Vertreter der griechischen Regierung beim Vienna International Centre akkreditiert. Im Januar 2012 wurde er zum Generaldirektor für politische Angelegenheiten im Außenministerium Athen ernannt.
Im September 2012 wurde er zum Botschafter ernannt.
Von April 2013 bis 24. September 2014 war er Botschafter in Berlin.
Panagiotis Zografos ist verheiratet, hat ein Kind und ist ein Vetter zweiten Grades von Andonis Samaras.

## Auszeichnungen
- 2008: Großes Goldenes Ehrenzeichen am Bande für Verdienste um die Republik Österreich[4]
- Großoffizier des Phönix-Ordens (Griechenland)
- Großoffizier, Orden de Isabel la Católica (Spanien)
- Commander, Order of the Cedars (Libanon)
- Ritter, Ordre national du Mérite (Frankreich)